# The Jakarta Post

Ne doit pas être confondu avec The Jakarta Globe.
The Jakarta Post est un journal quotidien indonésien en langue anglaise. Avec une diffusion à 35 000 exemplaires, c'est le journal en anglais le plus vendu dans le pays. Il est la propriété de PT Bina Media Tenggara. Son siège social se trouve à Jakarta. Le premier exemplaire de ce journal a été diffusé le 25 avril 1983.
Le titre est membre de l'Asia News Network.